# Elkarri
Elkarri era el nom d'un moviment cívic social nascut al País Basc el 1992, de caràcter pacifista, amb el fi de promoure, segons el punt de vista dels seus estatuts, la defensa i mobilització en favor d'un model de solució pacífica i dialogada al conflicte o problema basc. Fou un dels signants del Pacte de Lizarra.
Autodefinit com a "moviment social pel diàleg i l'acord a Euskal Herria", ha sigut promotor de diverses "conferències de pau".
A la seva VIII assemblea, Elkarri va decidir reconvertir-se en una nova agrupació i va donar origen a Lokarri el març del 2006.

## Premis
Ha rebut els següents premis:
- Memorial Josep Vidal i Llecha (2001)